# Holopycnia telnovi
Holopycnia telnovi är en skalbaggsart som beskrevs av Keith 2011. Holopycnia telnovi ingår i släktet Holopycnia och familjen Melolonthidae. Inga underarter finns listade i Catalogue of Life.